# Γ-Butyrolakton
γ-Butyrolakton, GBL – organiczny związek chemiczny z grupy laktonów.
Oleista bezbarwna ciecz o ostrym zapachu i smaku. γ-Butyrolakton używany jest jako rozpuszczalnik w preparatyce chemicznej (np. do syntezy polilaktydów), jako wywabiacz plam, jako prekursor do produkcji GHB i jego substytut. W celach rekreacyjnych stosowany jako substancja psychoaktywna z grupy depresantów. GBL (a także GHB) może występować naturalnie w niektórych gatunkach białego i czerwonego wina w stężeniach rzędu kilku μg/ml.

## Efekty spożycia
Sporadyczne spożywanie GBL zwykle nie powoduje uzależnienia, jednak systematyczne jego spożywanie może prowadzić do fizycznego uzależnienia.
Już po kilku minutach od spożycia niewielkiej dawki GBL następuje znacząca poprawa nastroju, samopoczucia. Działa bardzo podobnie jak alkohol etylowy.
Zalicza się do depresantów. Średnia dawka GBL to ok. 1–2 ml. Czas działania wynosi ok. 2 godziny.
.

## Właściwości chemiczne
γ-Butyrolakton jest laktonem. Może być łatwo hydrolizowany przy użyciu roztworu wodorotlenku sodu do kwasu γ-hydroksymasłowego. W kwaśnym środowisku tworzy równomolową mieszaninę obu związków. GBL może być otrzymywane poprzez utlenienie tetrahydrofuranu.

## Legalność w Polsce
γ-Butyrolakton nie jest wyraźnie wskazany w wykazie substancji psychotropowych, jednak jest laktonem (wewnątrzcząsteczkowym estrem) GHB – substancji wymienionej w tym wykazie – a zatem stanowi substancję psychotropową grupy II-P.